# معمای هیتلر

معمای هیتلر (۱۹۳۷ میلادی) اثر نقاش اسپانیایی سالوادور دالی (۱۹۰۴ - ۱۹۸۹ میلادی)

معمای هیتلر (به اسپانیایی: El Enigma de Hitler) یکی از بحث برانگیزترین آثار نقاش سوررئال  اسپانیایی، سالوادور دالی (۱۹۰۴ - ۱۹۸۹ میلادی) است که در سال ۱۹۳۷ میلادی خلق شد. 
دالی از جمله هنرمندانی بود که علیرغم گفته خود مبنی بر غیرسیاسی بودنش، تمام خط سیر زندگیش به گونه‌ای با سیاست پیوند خورده بود. دالی گرایشاتی فاشیستی داشت که همین نکته، او را از جمع سورئالیست‌های طرفدار مارکسیسم که در اروپای ملتهب پیش از شروع جنگ جهانی دوم، تنها اندیشه بعضا روشنفکرانه برای فرار از استبداد بود، جدا می‌کرد. خلق این اثر و طرفداری دالی از دیکتاتور اسپانیا، فرانسیسکو فرانکو که در سال ۱۹۳۹ بعد از جنگ‌های داخلی اسپانیا به قدرت رسید، باعث شد تا علیرغم تأثیر عمیق آثار و اندیشه‌هایش بر جنبش فراواقع گرایی اروپا، رسما از گروه هنری سوررئالیست‌ها اخراج شود. 
در معمای هیتلر، فضای گرفته و وجود آرمان های غم افزا در سرتاسر اثر در کنار تصویری کوچک از دیکتاتور آلمان، آدولف هیتلر که در بشقابی سفید رنگ در مرکز تصویر دیده می‌شود، همگی نشان از بدبینی نقاش به آینده‌ای تیره و تار است.
این اثر هم‌اکنون در Museo Nacional Centro de Arte Reina Sofia در شهر مادرید اسپانیا نگهداری می‌شود.

## منبع
- «Salvador Dalí - Avida Dollars», Mark Vallen, Mark Vallen's

«Art for a Change» Website, https://web.archive.org/web/20141008172323/http://www.art-for-a-change.com/content/essays/dali.htm (accessed April ۱۶, ۲۰۰۸).